# Holger Bastians
Holger Bastians (* 22. August 1966 in Deutschland) ist ein deutscher Molekular- und Zellbiologe und Professor für Zelluläre Onkologie am Universitätsklinikum Göttingen (UMG) und am Göttinger Zentrum für Molekulare Biowissenschaften (GZMB). Seine Forschung befasst sich mit den molekularen Mechanismen der Mitose und der chromosomalen Instabilität in humanen Krebszellen.

## Werdegang
Holger Bastians studierte von 1987 bis 1993 Biologie an den Universitäten in Bayreuth und Osnabrück. Er promovierte zum Thema „Zellzyklusregulation von Krebszellen“ am Deutschen Krebsforschungszentrum in Heidelberg. Von 1996 bis 2000 war er Postdoctoral Fellow an der Harvard Medical School in Boston, USA im Labor von Joan V. Ruderman am Department für Cell Biology. Ab 2000 leitete er eine wissenschaftliche Nachwuchsgruppe am Institut für Molekularbiologie und Tumorforschung (IMT) der Philipps-Universität Marburg, wo er 2005 im Fach „Molekularbiologie“ habilitierte. Seit 2010 ist Holger Bastians ordentlicher Professor für Zelluläre Onkologie in Göttingen.

## Wirken
Seit 2010 lehrt und forscht Holger Bastians an der Georg-August Universität Göttingen. Sein Arbeitsgebiet umfasst die Untersuchungen der molekularen Mechanismen der Mitose, der Chromosomensegregation, der DNA-Replikation und der chromosomalen Instabilität in humanen Krebszellen. Er ist Mitglied verschiedener DFG-geförderter Forschungsverbünde: des SFB1324 (Mechanisms and functions of Wnt signaling) und der KFO5002 (Characterization and targeting of genome dynamic for a subtype-specific therapy of pancreatic cancer). Seit 2019 ist Holger Bastians Sprecher der DFG-geförderten Forschungsgruppe FOR2800: Chromosome Instability: Cross-talk of DNA replication stress and mitotic dysfunction.
Seine Arbeiten zum Verständnis der chromosomalen Instabilität wurden 2015 mit dem Binder Innovationspreis der Deutschen Gesellschaft für Zellbiologie (DGZ) ausgezeichnet.

## Auszeichnungen
- 2008: Heisenberg Fellowship der Deutschen Forschungsgemeinschaft
- 2010: Heisenberg Professur der Deutschen Forschungsgemeinschaft
- 2015: Binder Innovationspreis der Deutschen Gesellschaft für Zellbiologie (DGZ)[6]
- 2019: Sprecher der FOR2800 (Deutsche Forschungsgemeinschaft)[7]